# Salsa di arachidi

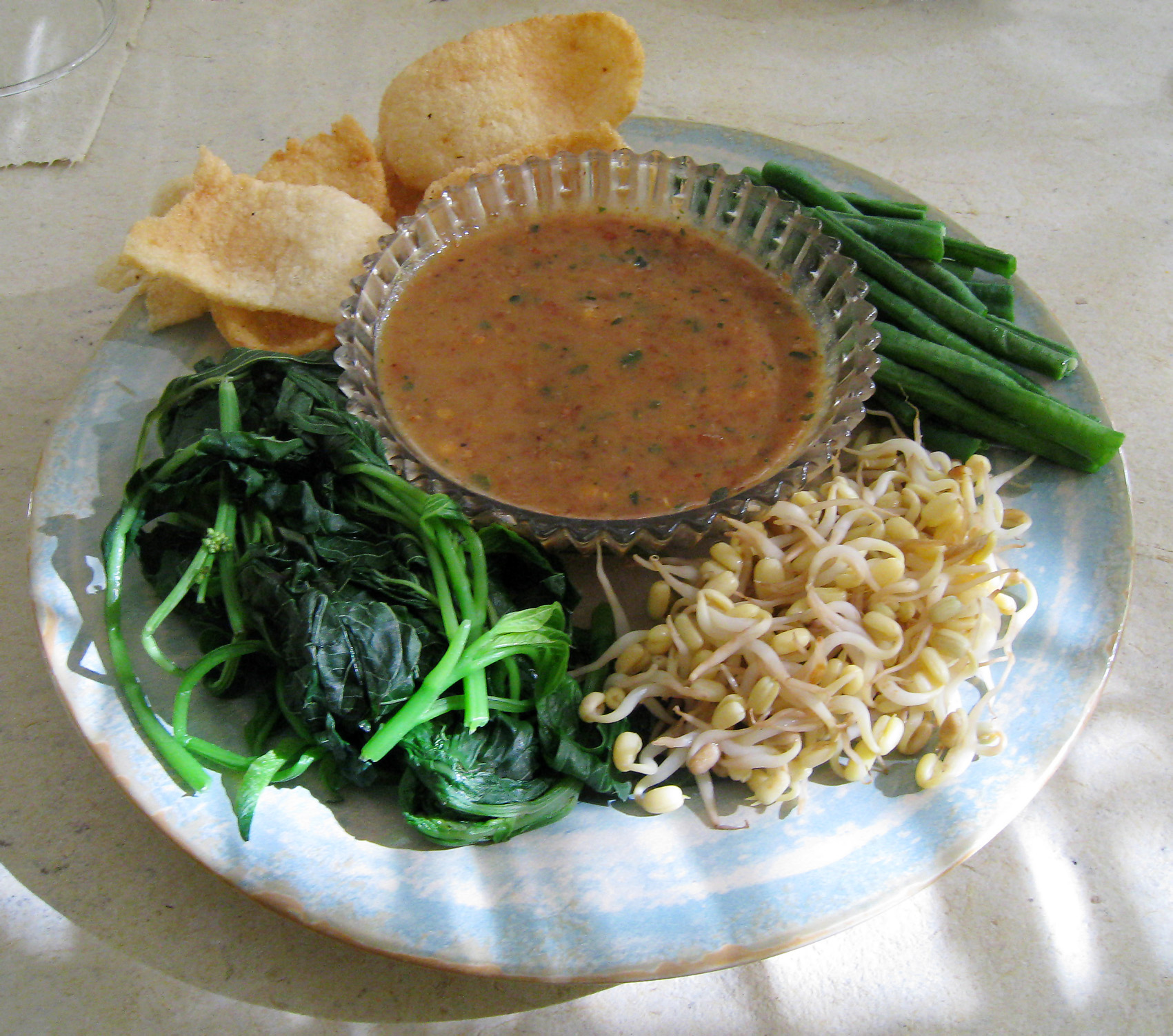
Salsa d'arachidi nel pecel

La salsa di arachidi o salsa saté, bumbu kacang, sambal kacang è una salsa usata in tutto il mondo. La si usa per accompagnare il pollo, la carne in genere e verdure in piatti come il satay, il pecel ed il gado-gado. È una salsa usata frequentemente nella cucina indonesiana, in piatti come il satay, il pecel, il gado-gado, il karedok e ketoprak. 

## Ingredienti
L'ingrediente principale sono le arachidi tostate macinate, per le quali il burro di arachidi può fungere da sostituto. Esistono diverse ricette per fare salse di arachidi, con conseguente varietà di sapori e consistenza. Una ricetta tipica di solito contiene arachidi tostate macinate o burro di arachidi (liscio o croccante), latte di cocco, salsa di soia, tamarindo, galanga, aglio e spezie (come semi di coriandolo o cumino); altri ingredienti possibili sono il peperoncino, lo zucchero, il latte, la cipolla fritta e l'erba di limone. La consistenza (sottile o spessa) di una salsa di arachidi corrisponde alla quantità di acqua che viene mescolata in essa.